# Орфоэпический словарь
Орфоэпи́ческий слова́рь — словарь, отражающий орфоэпическую норму, то есть современное ему литературное произношение и ударение. Отличается от толкового словаря по способу описания слова, поскольку раскрывает слово лишь в орфоэпическом аспекте.

## Орфоэпические словари русского языка

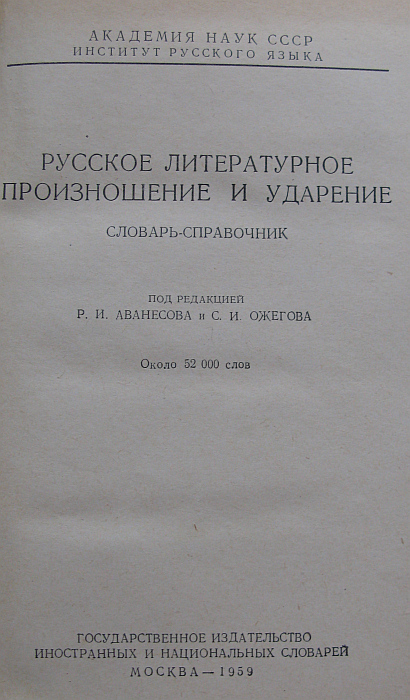
«Русское литературное произношение и ударение», титул.

Важнейшими орфоэпическими словарями русского языка являются впервые увидевший свет в 1955 году словарь-справочник «Русское литературное произношение и ударение» под редакцией Р. И. Аванесова и С. И. Ожегова, включавший около 50 000 слов, и вышедший в 1983 году на основе второго издания справочника «Орфоэпический словарь русского языка» под редакцией Р. И. Аванесова, содержащий около 63 500 слов.